# Karl H. Bolay
Karl Heinz Bolay, född 23 november 1914 i Saarbrücken i Tyskland, död 1993, var en svensk författare och bibliotekarie.
Han arbetade vid bibliotek i Helsingfors, Norrköping och Malung 1953–1965, var bibliotekschef i Tyresö 1965–1969 och i Höganäs från 1969. Han var nordisk redaktör för Nordisk kulturtidskrift under de år, 1973–1974, då tidskriften utkom.